# Horizonte de partículas
Na cosmologia, o horizonte de partículas é a distância que uma partícula de massa maior ou igual a zero pode ter percorrido em direção ao observador desde o início do universo. Ou seja, ela estabelece uma distância-limite para qualquer tipo de interação entre observador e partícula.
Este conceito é diferente de horizonte de eventos.
{\displaystyle d=tc}, onde {\displaystyle d} é a distância do horizonte, {\displaystyle t} é a idade do universo e {\displaystyle c} é a velocidade da luz.